# Torrejón City
Torrejón City è un film spagnolo del 1962 diretto da León Klimovsky.

## Trama
Un giovane cowboy Tom Rodriguez, arriva a Torrejón City, venendo scambiato per il famoso fuorilegge Tim El Malo e la gente tenta di linciarlo, ma lo sceriffo locale scopre l'errore, scusandosi.